# (9952) 1991 AK
A (9952) 1991 AK a Naprendszer kisbolygóövében található aszteroida. Masaru Arai és Hiroshi Mori fedezte fel 1991. január 9-én.